# د هویلند کانادا
د هویلند کانادا (انگلیسی: De Havilland Canada) یک شرکت کانادایی فعال در حوزه هوافضا بود که در تورنتو قرار داشت. این شرکت توسط د هویلند انگلستان در سال ۱۹۲۸ برای ساخت هواگرد جهت آموزش خلبانان کانادایی ساخته شد و پس از جنگ جهانی دوم به ساخت هواگردهای بومی پرداخت.
این شرکت در سال ۱۹۸۶ به بوئینگ فروخته شد و در نهایت در سال ۱۹۹۲ توسط بمباردیه اروسپیس در مونترآل خریداری شد.